# Fickmühlen
Fickmühlen (niederdeutsch Fickmöhlen) ist ein Dorf der Ortschaft Bad Bederkesa in der Stadt Geestland im niedersächsischen Landkreis Cuxhaven.

## Geografie

### Lage
Fickmühlen liegt im nördlichen Elbe-Weser-Dreieck ca. 20 km nordöstlich von Bremerhaven. Das Dorf befindet sich an der Landesstraße 119 zwischen Bad Bederkesa und Neuenwalde im Süden des Flögelner Holzes.

### Nachbarorte
|  | Flögeln                                     |               |
|  | Kompassrose, die auf Nachbargemeinden zeigt | Bad Bederkesa |
|  | Drangstedt                                  |               |

(Quelle:)

## Geschichte
Früher lag der Ort in der Börde Ringstedt und im Amt Bederkesa. Während der Franzosenzeit wurde Fickmühlen der Commune Bederkesa zugeordnet, die im Kanton Beverstedt im Département des Bouches du Weser (Département der Wesermündungen) war. Von 1859 bis 1885 gehörte der Ort zum Amt Lehe und anschließend zum Kreis Lehe (1885–1932) beziehungsweise zu den Landkreisen Wesermünde (1932–1977) oder Cuxhaven. Das Dorf bekam 1840 den Status einer Landgemeinde. Diese schloss auch das Gut mit ein. 1876 wurde die gleichnamige Gemarkung gebildet.

### Eingemeindungen
Im Zuge der Gebietsreform in Niedersachsen, die am 1. März 1974 stattfand, wurde die zuvor selbständige Gemeinde
Fickmühlen ein Ortsteil des Fleckens (Bad) Bederkesa in der Samtgemeinde Bederkesa, die zum 1. Januar 2015 aufgelöst wurde, da sich ihre Mitgliedsgemeinden mit der Stadt Langen zur neuen Stadt Geestland zusammenschlossen.

### Einwohnerentwicklung
| Jahr      | 1910  | 1925  | 1933  | 1939  | 1950  | 1956  | 1961        | 1970        | 1973  |
| --------- | ----- | ----- | ----- | ----- | ----- | ----- | ----------- | ----------- | ----- |
| Einwohner | 115   | 153   | 135   | 139   | 255   | 215   | 187         | 172         | 165   |
| Quelle    | [ 5 ] | [ 6 ] | [ 6 ] | [ 6 ] | [ 7 ] | [ 7 ] | [ 8 ] [ 9 ] | [ 8 ] [ 9 ] | [ 1 ] |

|  |

## Politik

### Ortsrat und Ortsbürgermeister
Fickmühlen wird auf kommunaler Ebene vom Ortsrat der Ortschaft Bad Bederkesa vertreten.

### Wappen
Der Entwurf des Kommunalwappens von Fickmühlen stammt von dem Heraldiker und Wappenmaler Gustav Völker, der zahlreiche Wappen im Landkreis Cuxhaven geschaffen hat.
| Wappen von Fickmühlen | Blasonierung: „Geteilt, oben in Rot ein wachsender silberner Kranich mit goldenem Schnabel, unten in Silber ein halbes rotes Mühlrad.“                                                                                                  |
| Wappen von Fickmühlen | Wappenbegründung: Der Kranich ist dem Wappen des Adelsgeschlechtes „von der Lieth“ entlehnt, dem vom 14. bis zum 18. Jahrhundert das „Gut Fickmühlen“ gehörte. Das Mühlrad weist auf die Wassermühle hin, nach der der Ort benannt ist. |

## Kultur und Sehenswürdigkeiten

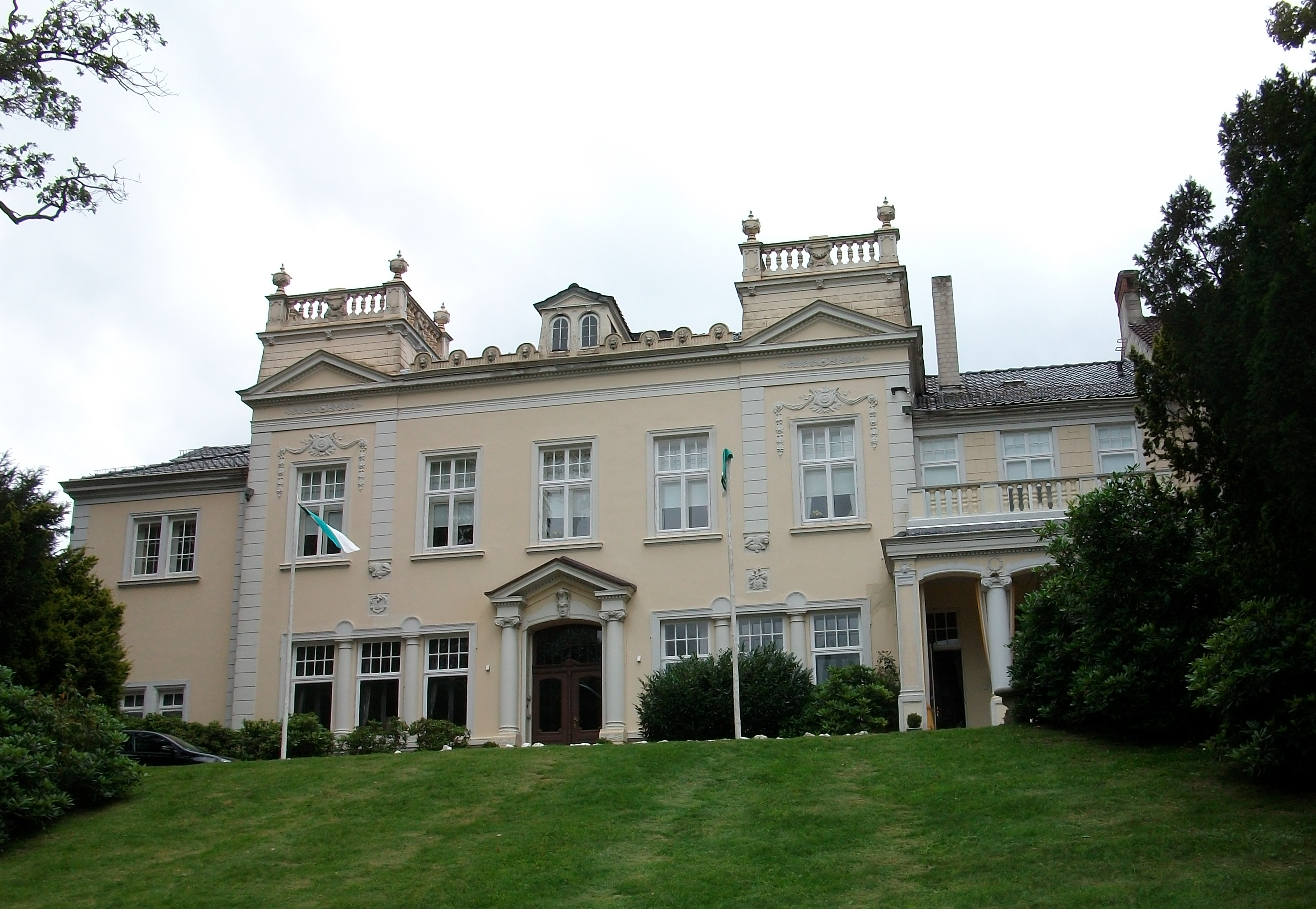
Herrenhaus Gut Valenbrook

### Bauwerke
- Das Rittergut Valenbrook gehörte früher zum Besitz der Burg Elm.[11]

### Denkmäler
- Ein Kriegerdenkmal für die Gefallenen und Vermissten aus dem Ersten und Zweiten Weltkrieg steht in Fickmühlen auf dem Friedhof.[12]
- In der Ortschaft Flögeln befindet sich ein Kriegerdenkmal, das die eigenen Gefallenen und Vermissten aus dem Ersten und Zweiten Weltkrieg und die der Gemeinde Fickmühlen ehrt.[13][14]

### Grünflächen und Naherholung
- Durch den Ort führt die blaue Radwanderroute „Geest- und Moorroute“